# Andrea Dworkin
Andrea Rita Dworkin (n. 26 septembrie 1946, Camden⁠(d), New Jersey, SUA – d. 9 aprilie 2005, Washington, D.C., District of Columbia, SUA) a fost o feministă și scriitoare radicală americană.
A scris zece cărți despre feminismul radical.
S-a făcut  cunoscută pentru că a susținut că pornografia rănește femeile care participă la ea și îi face pe bărbații care o urmăresc să creadă lucruri dăunătoare despre femei. Cele mai cunoscute două cărți ale ei sunt "Pornography: Men Possessing Women" (1981) și "Intercourse" (1987). În 1986, a fost publicat primul roman al lui Dworkin Ice and Fire.

## Tinerețe
Dworkin s-a născut în Camden, New Jersey. Ea a crescut într-o gospodărie evreiască. În clasa a șasea a început să scrie poezie. În 1965, Dworkin a fost arestată în timpul unui protest împotriva războiului din Vietnam la Misiunea Statelor Unite la Națiunile Unite. A fost trimisă la Casa de detenție a femeilor din New York.

## Carieră
Prima carte feministă a lui Dworkin ”Woman Hating” a fost publicată în 1974. ”Our Blood: Prophesies and Discourses on Sexual Politics” a fost publicat în 1976. În 2000 a fost publicată ”Țapul ispășitor: evreii, Israel și eliberarea femeilor”. Cartea a fost inspirată de o vizită făcută de Dworkin în Israel în 1988. Aceasta compară opresiunea evreilor cu opresiunea femeilor. În această carte spune că femeile ar trebui să aibă propria lor patrie, așa cum au evreii Israelul.

## Viața personală
Dworkin era  făcea parte din comunitattea LGBT. Dworkin s-a căsătorit cu Cornelius (Iwan) Dirk de Bruin în 1967. În 1971 au divorțat. În 1998 s-a căsătorit cu John Stoltenberg. Stoltenberg este gay. În 1999, Dworkin a fost violat la Paris.  Dworkin a murit la Washington, DC, când avea 58 de ani, din cauza miocarditei.